# Мирное соглашение между Эфиопией и Тыграем
Ми́рное соглаше́ние ме́жду Эфио́пией и Тыгра́ем — соглашение между федеральным правительством Эфиопии и властями штата Тыграй о прекращении боевых действий.

## История
Вооруженное противостояние между федеральным правительством Эфиопии и местными властями региона Тыграй вспыхнуло 4 ноября 2020 года. Причинами конфликта стали давние противоречия между федеральным правительством Абиа Ахмеда Али и правящей партией штата — Народным фронтом освобождения Тыграй. С самого начала своего пребывания на посту премьер-министра Али прилагал усилия, чтобы уменьшить влияние НФОТ. В ответ партия проигнорировала отдельные федеральные законы и инструкции на территории региона.
В результате ноябрьской операции правительственная армия Эфиопии смогла вытеснить противника из основных городов и восстановить контроль над большей частью Тыграя. Несмотря на ряд крупных поражений, НФОТ продолжал сопротивление и даже сумел удержать некоторые горные районы края. В то же время в ходе конфликта стороны обвинили определённые иностранные силы в непосредственном участии в войне, что накалило политическую обстановку в этой части Африки.
В июне 2021 года антиправительственные силы перешли в наступление. К концу месяца эфиопские войска и их союзники были выбиты из части центрального и восточного Тыграя, включая столицу региона Мекеле. В октябре власти предприняли попытку отомстить за летние события, но потерпели неудачу. В это время тиграянские повстанцы объединились с другими оппозиционными группами в стране и расширили свою деятельность за пределы региона. Тем не менее в конце года инициатива перешла к федеральной армии.

## В преддверии
1 сентября 2022 года руководство повстанцев обвинило власти Эфиопии в начале наступления на свои позиции на северо-западе Тыграя, а 9 сентября — в наступлении на северо-востоке штата. Африканский союз предложил сторонам под своей эгидой переговоры, которые начались 25 октября в городе Претория (ЮАР). Процесс проходил при посредничестве бывшего президента Нигерии Олусегуна Обасанджо, бывшего президента Кении Ухуру Кениата, бывшего вице-президента ЮАР Фумзиле Мламба-Нгукиа и при непосредственном участии министра иностранных дел и сотрудничества ЮАР Наледи Пандор.

## Договор
После девятидневных переговоров 2 ноября состоялась церемония подписания соглашения о прекращении боевых действий. Соглашение от эфиопской делегации подписал советник премьер-министра по национальной безопасности Редван Хусейн Ромета, а от Тыграя — пресс-секретарь НФОТ Гетачью Реда. Документ подтверждал суверенитет и территориальную целостность Эфиопии, предусматривая планомерное и согласованное разоружение сторон, восстановление правопорядка на севере государства, беспрепятственный доступ населения к гуманитарной помощи.
Генеральный секретарь ООН Антониу Гутерриш приветствовал достижение договора. Наледи Пандор выразила надежду на долгосрочный мир. Гетачью Реда отмечал, что их стороне пришлось пойти на существенные уступки, чтобы «построить доверие». Тиграи подтвердили свою приверженность выполнению договоренностей и «готовность оставить прошлое в прошлом, чтобы проложить новый курс на мир».
В переговорах и подписании договора не участвовала Эритрея, вооруженные силы которой принимали активное участие в подавлении мятежа в Тыграе. Кроме того, в процесс не были включены представители военизированных формирований Фано, которые также сражались с повстанцами Тыграя.
Как заявили правительство и повстанцы, соглашение является лишь первым шагом и потребует тщательного контроля за его выполнением, в том числе со стороны международного сообщества. Они также призвали соблюдать подписанные соглашения. Уже 5-10 ноября стороны приняли участие во втором раунде переговоров в Найроби (Кения), организованном Африканским союзом, для обсуждения и выработки детальных условий реализации мира, в том числе вопросов разоружения, с учётом ситуации с безопасностью на местах. На встрече была представлена дорожная карта для обеспечения немедленного доступа населения к гуманитарной помощи и восстановления сферы услуг в регионе Тыграй.